# Muhamet Kyçyku
Muhamet Kyçyku, znany też jako Muhamet Çami (ur. 1784 w Konispolu, zm. 1844 tamże) – albański poeta i tłumacz.

## Życiorys
Pochodził z południowej Albanii. Był duchownym islamskim. Kształcił się przez 11 lat w Kairze, po powrocie do kraju pracował jako imam w Konispolu. Pisał w dialekcie Czamów. Należy do nurtu określanego przez Albańczyków Bejtexhi - autorów posługujących się dialektami albańskimi, wykorzystujących pojedyncze słowa arabskie, używających alfabetu arabskiego. Był pierwszym autorem albańskim piszącym długie utwory poetyckie (poematy), z których najsłynniejszy był napisany około 1820 roku Erveheja (inny tytuł Ravda - ogród). Jest to oparta na bajkach perskich opowieść o pełnej przygód wędrówce tytułowego bohatera - Ervehe. Licząca blisko 200 stron Erveheja przez długi okres uchodziła za jedyne dzieło Kyçyku. Znacznie później odnaleziono moralistyczny poemat Jusufi i Zelihaja, nawiązujący do opowieści biblijnej o Józefie i żonie Putyfara. Znacznie krótszy jest poemat Gurbetlitë (Emigranci) poświęcony problemowi emigracji zarobkowej Albańczyków.
Kyçyku tłumaczył dzieła Al Busiriego z języka arabskiego.